# Korea Południowa na Zimowych Igrzyskach Paraolimpijskich 1992
Koreę Południową na Zimowych Igrzyskach Paraolimpijskich w 1992 roku reprezentowało 2 zawodników (obaj mężczyźni) w narciarstwie alpejskim. Nie zdobyli medalu dla swego kraju w imprezie.
Był to debiut Korei Południowej na zimowej paraolimpiadzie.

## Wyniki reprezentantów

### Narciarstwo alpejskie
Objaśnienie kategorii:
- LW2 – osoby stojące; po amputacji kończyny dolnej powyżej kolana

#### Osoby stojące

##### Mężczyźni
| Zawodnik         | Konkurencja         | Czas    | Pozycja | Źródło |
| ---------------- | ------------------- | ------- | ------- | ------ |
| Chung Young Hoon | Slalom Gigant (LW2) | DQ      | DQ      | [ 2 ]  |
| Ryu In Sig       | Slalom Gigant (LW2) | DQ      | DQ      | [ 2 ]  |
| Ryu In Sig       | Zjazd (LW2)         | 1:32.05 | 22.     | [ 3 ]  |
| Chung Young Hoon | Zjazd (LW2)         | 1:36.09 | 25.     | [ 3 ]  |